# Ротер (район)
Ро́тер (англ. Rother) — неметрополитенский район (англ. non-metropolitan district) в графстве Восточный Суссекс (Англия). Административный центр — город Бексхилл-он-Си.

## География
Район расположен в восточной части графства Восточный Суссекс вдоль побережья Ла-Манша, вокруг города Гастингс, граничит с графством Кент.

## История
Район был образован 1 апреля 1974 года в результате объединения боро Бексхилл, Рай и сельского района (англ. Rural District) Баттл.

## Состав
В состав района входят 3 города:
- Баттл
- Бексхилл-он-Си
- Рай

и 31 община (англ. civil parish).